# Parroquia de Santa María de la Natividad (Ciudad de México)
La Parroquia de Santa María de la Natividad es una parroquia católica, ubicada en la Colonia Niños Héroes de Chapultepec de la Alcaldía Benito Juárez, en la Ciudad de México. Está dedicada a la natividad de María.

## Historia
Cuenta la leyenda que el nombre se debe a la fiesta de Santa María de la Natividad, celebrada el 8 de septiembre. Fue construida en 1585. Solo contaba con una capilla de adobe con un pequeño convento y no estaba rodeada por la barda que ahora la protege. A los 414 años de su fundación contaba con dos arcos al frente.
La reconstrucción y ampliación se llevó a cabo en 1944. El cambio de capilla por parroquia se celebró en agosto de 1958 y su primer párroco fue el padre Ángel Gordon. Actualmente[¿cuándo?] está siendo restaurada. 

## Distribución

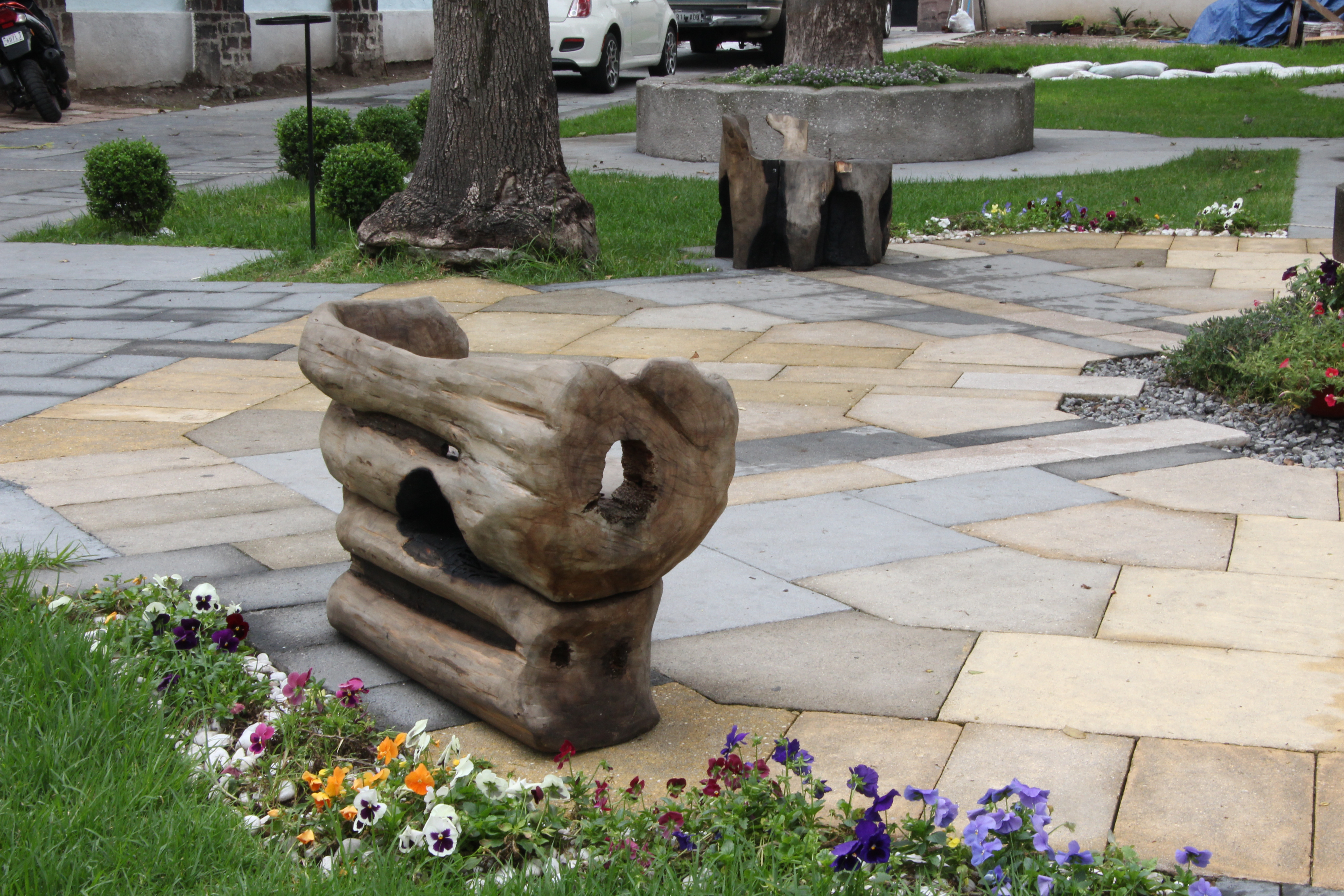
Banca de madera rodeada de flores en el centro del jardín de la Parroquia de Santa María de la Natividad.

En la fachada de la parroquia destaca el estilo barroco. Al entrar se puede observar, del lado izquierdo, un campanario y, del derecho, se encuentran las oficinas. 
La parroquia cuenta con un amplio atrio bardeado, en el que se ubica un jardín recientemente remodelado con una fuente de esferas al centro. 

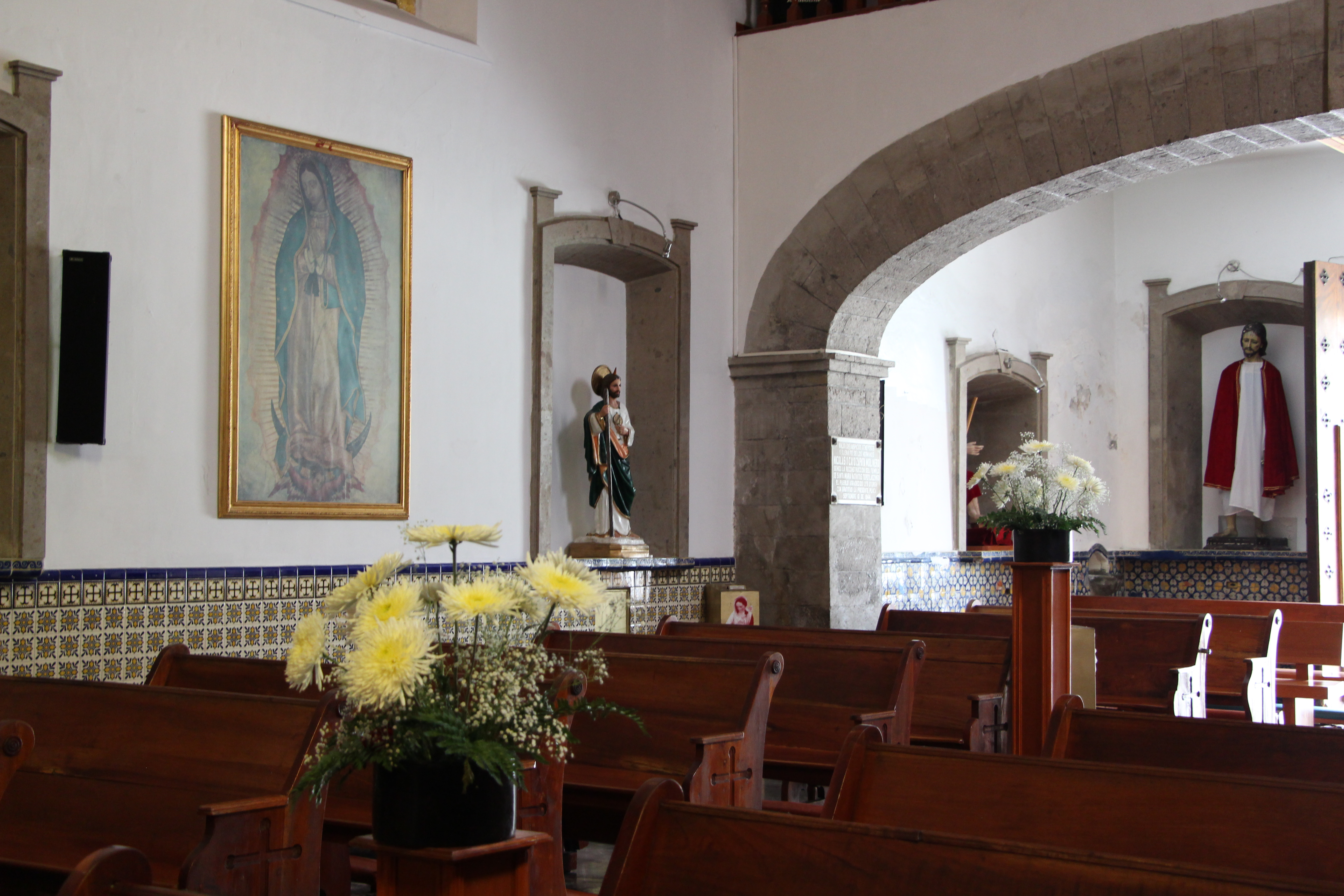
Interior de la parroquia con bancas de madera y al fondo una pintura de la Virgen de Guadalupe y una figura de San Judas Tadeo. En la Parroquia de Santa María de la Natividad.

Al entrar en el templo se pueden observar vigas de madera en el techo, del cual penden lámparas de araña de época. En las paredes se observan vitrales multicolores con una cruz en medio. Los santos se localizan en nichos de mampostería.
Algunas de las obras que se encuentran dentro de la parroquia son: esculturas de San Judas Tadeo y Santa Ana; pinturas de la Virgen de la Misericordia y de la Representación del Bautizo de Jesucristo, entre otras.
El altar es de mármol blanco con Jesucristo crucificado en el centro. Al lado derecho del altar se apuesta una puerta para ingresar a los nichos de las cenizas, junto con una pequeña capilla.
- Wikimedia Commons alberga una categoría multimedia sobre Parroquia de Santa María de la Natividad.